# 邢家村站
邢家村站位于河北省衡水市深州市护驾迟镇，是京九铁路的一座火车站，等级为四等站，距北京西站251公里，距常平站2064公里，本站及相邻上下行区间均为电气化区段。该站南侧建有邢贡联络线铁路大桥连接石德铁路贡家台站相接。京九铁路在该站南侧转向东，经过衡水站后再次折向南，和石德铁路在本站至枣强站之间部分区段并线运行。该站建于1996年。本站只办理货运，不办理客运业务。